# .ie
.ie es el dominio de nivel superior geográfico (ccTLD) para Irlanda.